# Klimatförändringarna – en bluff?
Klimatförändringarna – en bluff? (originaltitel: The Great Global Warming Swindle) är en polemisk dokumentärfilm skapad 2007 av Martin Durkin för brittiska Channel 4. Filmen motsätter sig den rådande uppfattningen att människan påverkar den globala uppvärmningen och hävdar att det som flertalet ledande forskare på området har kommit fram till är en bluff. 
Filmen innehåller bland annat intervjuer med Roy Spencer som var med och utvecklade temperaturmätningar av atmosfären med satelliter. Även klimatforskaren och oceanografen professor Carl Wunsch medverkar, men denne har senare starkt tagit avstånd från den färdiga produktionen med hänvisning till att skaparna redigerat om intervjun med honom på så sätt att han framstår som skeptisk till mänsklig påverkan av klimatet, tvärtemot hans egentliga åsikt. Wunsch har i ett öppet brev förklarat sitt ställningstagande. Brevet börjar med "Jag tror att klimatförändringen är på riktigt, att den är ett allvarligt hot, och att den nästan säkert till stor del beror på människan."

## Kritik
Kritiken mot filmen har varit stor, framförallt från forskarhåll. Bland kritikerna finns personer som medverkade i filmen, baserat på falska påståenden om filmens innehåll. Kritikerna hävdar att filmen har feltolkat data, använt sig av inaktuella forskarrapporter, använt sig av vilseledande argumentation samt felaktigt presenterat FN:s klimatpanels ställningstagande.
Efter kritik från flera av de vetenskapsmän som deltagit i filmen ändrades filmen innan den släpptes till internationell publik och för dvd-utgåva. En graf i filmen där tidsaxeln har ändrats samt påståendet att vulkaner producerar mer koldioxid än människor togs bort, och efter klagomål från medverkande forskare om hur intervjuerna ägt rum togs intervjun med Carl Wunsch bort.

## Medverkande
I filmen medverkar följande personer med uttalanden. 
- Syun-Ichi Akasofu, International Arctic Research Center
- Tim Ball, kanadensisk geograf
- Nigel Calder, New Scientist
- John Christy, University of Alabama in Huntsville
- Ian Clark, University of Ottawa
- Piers Corbyn, Weather Action
- Paul Driessen, författare till Eco-Imperialism: Green Power, Black Death
- Eigil Friis-Christensen, Danmarks Rumcenter och adjungerad professor vid Köpenhamns universitet (som efter sin medverkan kritiserat programmet för att fabricera data och inte redogöra ordentligt för hans ställningstagande i klimatfrågan).[10]
- Nigel Lawson, Chancellor of the Exchequer
- Richard Lindzen, professor vid Massachusetts Institute of Technology
- Patrick Michaels, professor vid University of Virginia
- Patrick Moore, medgrundare av Greenpeace
- Paul Reiter, professor vid Pasteurinstitutet, Paris
- Nir Shaviv, professor vid Hebrew University of Jerusalem
- James Shikwati, kenyansk ekonom
- Fred Singer, amerikansk fysiker
- Roy Spencer, amerikansk meteorolog
- Philip Stott, professor vid University of London
- Carl Wunsch, amerikansk oceanograf[9] (som anklagade producenterna för att ha manipulerat hans intervju så att han framställdes som en klimatskeptiker, tvärtemot vad han anser)